# 1857 en arts plastiques
| Années des arts plastiques : 1854 - 1855 - 1856 - 1857 - 1858 - 1859 - 1860    |
| Décennies des arts plastiques : 1820 - 1830 - 1840 - 1850 - 1860 - 1870 - 1880 |

Cette page concerne l'année 1857 en arts plastiques.

## Événements
- 1 septembre - 15 novembre : ouverture du Salon de Bruxelles de 1857

## Œuvres

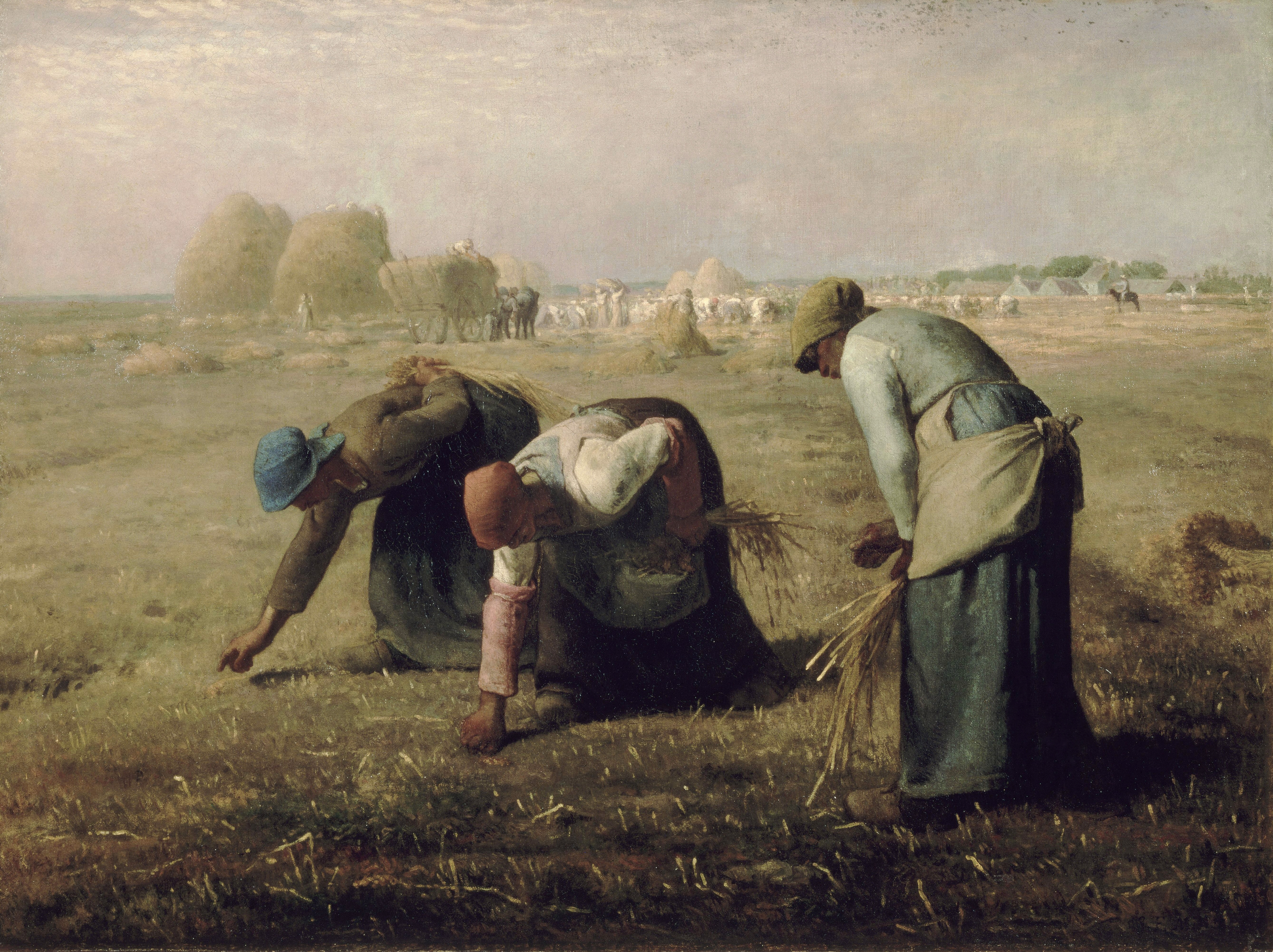
Des glaneuses, de Jean-François Millet.

## Naissances
- 8 janvier : Édouard Cabane, peintre français († vers 1942),
- 21 janvier : Auguste Prévot-Valéri, peintre français († 5 août 1930),
- 25 janvier : Gabriel Desrivières, peintre français († 1er octobre 1931),
- 26 janvier : Antonio Herrera Toro, peintre vénézuélien († 26 juin 1914),
- 27 janvier : Raffaele Tafuri, peintre italien († 1929),
- 28 janvier : Adrienne van Hogendorp-s' Jacob, peintre néerlandaise († 19 septembre 1920),
- 31 janvier : Henri-Camille Danger, peintre français († 1937),

- 2 février :
  - Simon Hollósy, peintre hongrois († 8 mai 1918),
  - Henri Rondel,  peintre français († 28 mai 1919),
- 5 février : Paul Schaan, peintre français († 27 mai 1924),
- 7 février : Eugène Chaperon, peintre et illustrateur français († 27 décembre 1938),
- 8 février : Victor Pierre Ménard, peintre français († 17 juillet 1938),
- 11 février :
  - Hans Bohrdt, peintre allemand († 19 décembre 1945),
  - Maurice Bompard, peintre français († 30 avril 1935),
- 15 février : Koyama Shōtarō, peintre japonais († 7 janvier 1916),
- 18 février : Max Klinger, peintre, sculpteur et graphiste symboliste allemand († 5 juillet 1920),
- 14 mars : Kenneth R. Cranford, peintre américain (†17 juin 1936),

- 16 mars : Jenny Zillhardt, peintre française († février 1939),
- 18 mars : Fritz Reiss, peintre, lithographe et illustrateur allemand († 27 février 1915),
- 23 mars : Alphonse Osbert, peintre symboliste français († 11 août 1939),
- 29 mars : Mathurin Janssaud, peintre français († 27 janvier 1940),

- 6 avril :
  - Alfred de Richemont, peintre et illustrateur français († 25 janvier 1911),
  - Joseph Chiffonny, peintre français († 1923),
- 12 avril : Auguste Morisot, peintre, vitrailliste et décorateur français († 1951),
- 20 avril : Louis Moe, peintre, dessinateur, illustrateur, graveur et lithographe dano-norvégien († 23 octobre 1945),

- 2 mai : Georges William Thornley, peintre et lithographe impressionniste puis postimpressionniste français († 31 août 1935),
- 6 mai :
  - Emilio Borsa, peintre de genre et de paysages italien († 11 octobre 1931),
  - Frank Bramley, peintre anglais († 9 août 1915),
- 12 mai : Emilio Boggio, peintre et aquarelliste impressionniste vénézuélien († 7 juin 1920),
- 19 mai : Léonie de Bazelaire, femme de lettres et peintre française († 23 juillet 1926),
- 24 mai : René Hérisson, poète et peintre animalier français († 4 janvier 1940),

- 5 juin : Charles Moreau-Vauthier, peintre, historien de l'art et écrivain français († 3 octobre 1924),
- 16 juin : Yamashita Rin, peintre d'icônes pour l'église orthodoxe du Japon († 26 janvier 1919),

- 4 juillet : Joseph Pennell, illustrateur, graveur, lithographe et écrivain américain († 4 avril 1926),
- 21 juillet : Cécile Bougourd, peintre française († 18 février 1941),
- 23 juillet :
  - Alexandre Clarys, peintre animalier belge († 11 février 1920),
  - Julien Déjardin, peintre paysagiste français († 2 octobre 1906),
- 30 juillet : Adolphe Léon Willette, peintre, illustrateur, décorateur et caricaturiste français († 4 février 1926),

- 1er août : Emilia Chanks, peintre anglo-russe († 13 janvier 1936),
- 6 août:
  - Christian Wilhelm Allers, illustrateur, dessinateur et peintre allemand († 19 octobre 1915),
  - Carl Bantzer, peintre allemand († 19 décembre 1941),
- 26 août : Raymond Allègre, peintre français († 6 janvier 1933),

- 1er septembre : Marinus van der Maarel, peintre néerlandais († 17 mars 1921),
- 12 septembre : George Hendrik Breitner, peintre néerlandais († 5 juin 1923),
- 14 septembre : Alphonse Benquet, peintre et sculpteur français († 8 janvier 1933),
- 21 septembre : Étienne Terrus, peintre français († 22 juin 1922),
- 22 septembre : Émile Pichot, peintre français († 12 janvier 1936),
- 29 septembre :
  - Giuseppe Mentessi, peintre italien († 14 juin 1931),
  - Eugène Lawrence Vail, peintre franco-américain († 25 décembre 1934),

- 6 octobre : Sergueï Svetoslavski, peintre paysagiste russe puis soviétique († 19 septembre 1931),
- 9 octobre : Charles Bernier, avocat et peintre aquarelliste français († 9 février 1936),
- 17 octobre : Stefan Bakałowicz, peintre polonais († 2 mai 1947),
- 23 octobre : Juan Luna, peintre philippin († 7 décembre 1899),
- 25 octobre : Jean-Émile Buland, peintre, graveur, lithographe et illustrateur français († 10 février 1938),
- 28 octobre : Ary Renan, peintre symboliste français († 4 août 1900),

- 1er novembre : Darío de Regoyos, peintre espagnol († 29 octobre 1913),
- 6 novembre : Tony Tollet, peintre français († 25 janvier 1953),
- 17 novembre : Eva Bonnier, peintre paysagiste, portraitiste et philanthrope suédoise († 15 janvier 1909),
- 18 novembre : Stanhope Forbes, peintre de genre britannique († 2 mars 1947),
- 30 novembre : Eugène Dauphin, peintre français († 27 janvier 1930),

- 7 décembre : Uroš Predić, peintre réaliste serbe puis yougoslave († 11 février 1953),
- 10 décembre : Édouard Lévêque, industriel, peintre et photographe français († 26 décembre 1936),
- 15 décembre : Cristóbal Rojas, peintre vénézuélien († 8 novembre 1890),
- 16 décembre : Maurits van der Valk, peintre et critique d'art néerlandais († 6 mai 1935),
- 18 décembre : Édouard Loëvy, peintre et illustrateur franco-polonais († 20 décembre 1910),
- 23 décembre : Georges Picard, peintre, décorateur et illustrateur français († 1943),
- 29 décembre : Louis Abel-Truchet, peintre et affichiste français († 9 septembre 1918),

- ? :
  - Jules-Edmond Cuisinier, peintre et graveur français († 1917),
  - Achille Granchi-Taylor, peintre et illustrateur français († 17 août 1921),
  - Luigi Morgari, peintre italien († 1935),
  - Achille Peretti, peintre, sculpteur et anarchiste italien († 1923),
  - Henri Vignet, décorateur, antiquaire, musicien, naturaliste et peintre français († 25 décembre 1920).

## Décès
- 3 janvier : Luigi Durantini, peintre italien (° 1791),
- 21 janvier : Franz Krüger, peintre prussien (° 10 septembre 1797),
- 9 février : Edward Francis Finden, graveur britannique (° 30 avril 1791),
- 25 mars : Jean Bein, graveur français († 17 avril 1789),
- 5 avril : François Souchon, peintre français (° 1787),
- 9 avril : Antonio María Esquivel, peintre espagnol († 8 mars 1806),
- 16 mai : Vassili Tropinine, peintre russe (° 30 mars 1776),
- 24 août : August Wilhelm Julius Ahlborn, peintre allemand (° 11 octobre 1796),
- 30 août : Woutherus Mol, peintre néerlandais (° 21 mars 1785),
- 5 novembre : Augustin Aubert, peintre français (° 23 janvier 1781),
- 21 décembre : Herman Henry op der Heyden, peintre néerlandais (° 3 avril 1813),
- 23 décembre : Achille Devéria, peintre français (° 6 février 1800).